# Jiří Hilmar

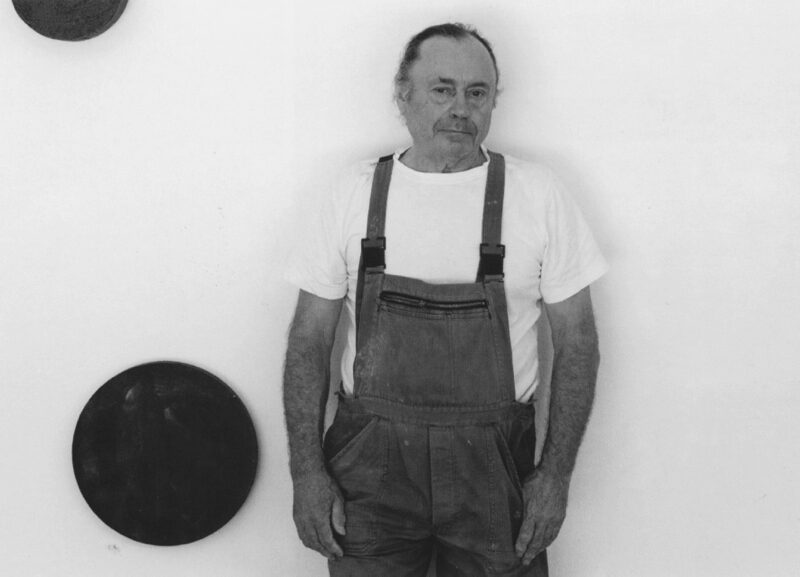
Jiří Hilmar

Jiří Hilmar (* 28. května 1937 Hradec Králové) je český sochař, malíř a grafik.

## Život
V letech 1952−1956 vystudoval Střední průmyslovou školu bytové tvorby v ateliéru prof. Richarda Pípala. Na škole se výrazně zformovala jeho tvorba. Začínal s realistickou tvorbou, ale brzy dospěl k tomu, že začal vyzdvihovat zejména matematickou přesnost, geometrii a její jednoduchost. Po ukončení studií se věnoval užité grafice a zejména tvorbě filmových plakátů a knižních obálek. Toto zaměření vycházelo hlavně z potřeby se uživit. Zároveň v té době bylo Československo společně s Polskem unikátní v tom, že se tvorbě filmových plakátů nevěnovala reklamní studia, ale umělci. Hilmar si tím získal odborný respekt. První plakát vytvořil v roce 1959 pro film Eskadra netopýr, poslední v roce 1968 k filmu V zemi Inků. Výrazně hodnoceny byly plakáty k filmům Bláznivý Petříček, U konce s dechem, Kdyby tisíc klarinetů, Dýmky, Najatý vrah, Olympiáda Tokio a Poklad na Stříbrném jezeře. Celkem Hilmar vytvořil pro tehdejší Ústřední půjčovnu filmů 55 plakátů, které byly poprvé souhrnně vystaveny v dubnu 2012 v pražském kině Světozor.
V roce 1967 spoluzaložil společně s Tomášem Rajlichem, Radoslavem Kratinou, Miroslavem Vystrčilem a teoretikem Arsénem Pohribným Klub konkrétistů. První samostatná výstava Hilmara byla uspořádána v roce 1967 v pražské Galerii Fronta (1967) Zároveň se jednalo o jeho poslední výstavu v socialistickém Československu.
Roku 1969 z politických důvodů emigroval do Spolkové republiky Německo, kde žil (s přestávkou) až do roku 2013. Několikrát se přestěhoval (bydlel ve Franfurtu nad Mohanem či Mnichově), ale posléze se usadil na uměleckém sídlišti Halfmannshof v Gelsenkirchenu. Byl spoluzakladatelem umělecké skupiny Die Gruppe Gerade v roce 1983. V polovině 90. let absolvoval studijní pobyt v Chile. Dále v letech 2005−2008 spolupracoval s univerzitou v Dortmundu. V Německu dobrovolně přestal s tvorbou plakátů a začala se věnovat volnému umění, sochám a reliéfům. Během kariéry vystřídal řadu směrů a stylů, od optických témat, k přírodě a procesním tématům, k prvkům arte povera. V roce 1985 vydal autorský katalog nazvaný Jiří Hilmar, který zachycuje jeho uměleckou tvorbu a vývoj.
V roce 2013 obdržel čestné občanství Hradce Králové. U té příležitosti Galerie města Pardubic a Klub konkretistů KK3 se sídlem v Hradci Králové připravili profilovou výstavu s názvem „…tiše se přemisťovati…“. V roce 2013 se natrvalo vrátil do Česka.
Od 25. září 2020 do 31. března 2021 proběhla Hilmarova autorská výstava Nalézat ztracenou rovnováhu v Galerii moderního umění v Hradci Králové.
Hilmarovo dílo je zastoupeno v předním institucích jako Museum Bochum, Kunstmuseum Düsseldorf či Lenbachhaus München. Vystavoval také v Galerii Denise René Hans Mayer, v Düsseldorfu, Kunstverein München, Institut für moderne Kunst v Norimberku nebo v pařížském Paris Art Center. Počet jeho autorských výstav dosáhl několika desítek.

## Vybrané výstavy
- 2023 Jiří Hilmar – Anonymní forma čtverce / Anonymous Form of Square, Fait Gallery, Brno, Česko
- 2023 Jiří Hilmar – Příroda nespěchá, Etcetera Art, Praha, Česko
- 2020–21 Jiří Hilmar – Nalézat ztracenou rovnováhu, Galerie moderního umění v Hradci Králové, Hradec Králové, Česko
- 2015 Adagio – práce z 60. – 80. let, Museum Kampa, Praha, Česko[6] (k výstavě vydán knižní katalog)[7]
- 2015 Hilmar, Kyncl, Zeithamml – Tiché Dialogy, Cermak Eisenkraft gallery, Praha, Česko
- 2013 ...tiše se přemísťovati..., Galerie města Pardubic, Pardubice, Česko
- 2013 …tiše se přemísťovati..., Galerie AMB – Sbor kněze Ambrože Církve československé husitské, Hradec Králové, Česko
- 2012 Jedna + jedna = jedna, Topičův salon, Praha, Česko
- 2012 Zlatá éra československého filmového plakátu XV., Kino Světozor, foyer, Praha, Česko
- 2012 1 + 1 = 1, Galerie města Brna, Brno, Česko
- 2012 Filmové plakáty, Terryho ponožky, Praha, Česko
- 2011 Optické reliéfy, Nová síň, Praha, Česko
- 1999 Sochy, Dům umění – Výstavní síň města České Budějovice, České Budějovice, Česko
- 1992 Skulpturen, Inge Romberg Gallery, Borken, Německo
- 1991 Galerie Opatov, Praha, Česko
- 1988 Städtische Galerie Schloss Oberhausen, Oberhausen, Německo
- 1988 Paris Art Center, Paříž, Francie
- 1987 Museum Bochum, Bochum, Německo
- 1986 Skulpturenmuseum Glaskasten Marl, Marl, Německo
- 1986 Galerie und Verlag, Stuttgart, Německo
- 1986 Neue Arbeiten, Galerie und Verlag, Stuttgart, Německo
- 1985 Städtische Galerie Lüdenscheid, Lüdenscheid, Německo
- 1985 Institut für moderne Kunst, Nürnberg, Německo
- 1980 Wasserburg Haus Kemnade, Hattingen, Německo
- 1980 Walter Storms Gallery, Munich, Německo
- 1979 Galerie Mathieu, Besançon, Francie
- 1977 Walter Storms Gallery, Munich, Německo
- 1972 Arte Centro, Milano, Itálie
- 1969 Optische Reliefs und Konstruktionen, Heseler Gallery, Mnichov, Německo[3]
- 1967 Galerie Fronta, Praha, Česko[1][8]